# Universidade Galatasaray
A Universidade Galatasaray de Istambul (turco: Galatasaray Üniversitesi) é uma universidade sediada Istambul. Ela surgiu em 1992 a partir do Liceu de Galatasaray, fundado em 1481 pelo sultão Bayezit II. Nesta universidade, a pesquisa e o ensino são conduzidos majoritariamente em francês.
Em 2021, o Conselho de Ensino Superior da Turquia (YÖK) emitiu um novo regulamento determinando que todos os acadêmicos franceses da Universidade Galatasaray devem ter nível B2 de proficiência na língua turca. 
1. ↑  «Université Galatasaray – Institut Français de Turquie» (em francês). Consultado em 9 de abril de 2025
2. ↑  «Future of French-speaking University of Galatasaray under threat» (em inglês). Consultado em 13 de fevereiro de 2021. Arquivado do original em 12 de fevereiro de 2021